# Frank Schmidt (Fußballtrainer)
Frank Schmidt (* 3. Januar 1974 in Heidenheim an der Brenz) ist ein deutscher Fußballtrainer und ehemaliger -spieler. Am Höhepunkt seiner Spielerkarriere spielte er mehrere Jahre in der 2. Bundesliga. Seine letzte Station als Spieler war von 2003 bis 2007 der Heidenheimer SB. Seitdem ist er beim Nachfolgeverein 1. FC Heidenheim als Trainer tätig. Schmidt führte den Verein von der Fußball-Oberliga Baden-Württemberg, damals die vierthöchste Spielklasse, bis zum Aufstieg in die Bundesliga im Jahre 2023 und in der darauffolgenden Saison zur Qualifikation für die UEFA Conference League. Mit mittlerweile mehr als 17 Jahren am Stück beim selben Verein hält er den Rekord des dienstältesten Trainers in der Geschichte des deutschen Profi-Fußballs.

## Spielerlaufbahn

### Verein
Frank Schmidt, geboren in Heidenheim an der Brenz, wuchs im Nachbarort Giengen an der Brenz auf, begann beim dortigen SC mit dem Fußballspielen und wechselte dann zum Lokalrivalen TSG. Später spielte er beim SSV Ulm 1846. Von dort wechselte er zum 1. FC Nürnberg und gehörte als junger Spieler in der Saison 1992/93 zum Bundesligakader des Clubs. Da er nicht zum Einsatz kam, wechselte er zum aufstrebenden mittelfränkischen Oberligisten TSV Vestenbergsgreuth und stand dort in der Startelf beim legendären 1:0-Sieg im DFB-Pokal gegen den FC Bayern München. Mit diesem gelang ihm die Qualifikation für die 1994 eingeführte Regionalliga Süd. Als der TSV seine Leistungsfußballer mit der SpVgg Fürth zur SpVgg Greuther Fürth zusammenschloss, gehörte Frank Schmidt zu den Vestenbergsgreuther Spielern, die dem neuen Kader angehörten. Er wurde dort jedoch nicht glücklich und verließ nach nur fünf Einsätzen in der Winterpause die SpVgg. Nach seinem Abschied aus Fürth versuchte Schmidt in Österreich sein Glück. Zunächst spielte er für den Wiener Sport-Club und anschließend eine Saison beim Zweitligisten First Vienna FC 1894. 1998 nahm er ein Angebot des Regionalligisten Alemannia Aachen an. Mit der Alemannia gelang ihm der Aufstieg in die 2. Bundesliga. Insgesamt fünf Jahre blieb der torgefährliche Abwehrspieler bei der Alemannia. Seine für ihn persönlich erfolgreichste Spielzeit war die Saison 2001/02, als er auf 27 Spiele und sechs Tore kam. Doch in der folgenden Saison wechselte er zur Winterpause zum SV Waldhof Mannheim. Dort kam er nur auf acht Einsätze. Daher schloss er sich nach dem halben Jahr in Mannheim dem aufstrebenden Verbandsligisten Heidenheimer SB an. Mit diesem gelang ihm der Aufstieg in die Oberliga Baden-Württemberg, wo er als Kapitän der Kopf einer Mannschaft war, die seit dem Aufstieg stets zu den Top 5 in der Oberliga gehörte. Nach dem Ende der Saison 2006/07 beendete Frank Schmidt seine aktive Laufbahn.

### Nationalmannschaft
Frank Schmidt spielte zwischen 1988 und 1993 für verschiedene Nachwuchsauswahlteams des DFB. 1993 nahm er mit der U-20 an der Weltmeisterschaft in Australien teil. Nach einem Kurzeinsatz im Spiel gegen Ghana, wo er für Carsten Jancker eingewechselt worden war, stand er im abschließenden Gruppenspiel gegen Uruguay über 90 Minuten auf dem Platz. Das deutsche Team schied nach der Vorrunde aus.

## Trainerlaufbahn
Nachdem Dieter Märkle am 17. September 2007 als Trainer des nach der Abspaltung vom Heimatverein Heidenheimer SB mittlerweile in 1. FC Heidenheim 1846 e. V. umbenannten Vereins entlassen worden war, übernahm Schmidt zunächst interimsmäßig den Trainerposten und bekam einen Vertrag bis zur Winterpause. Unter ihm kehrte jedoch der Erfolg zurück, so dass er den Posten längerfristig übernahm. Am Ende der Saison führte er den FCH in die viertklassige Regionalliga, und in der Saison 2008/09 sogar als Meister der Regionalliga Süd in die 3. Liga. Im Sommer 2010 begann Frank Schmidt die ein Jahr dauernde Ausbildung zum Fußballlehrer an der Sporthochschule in Köln. Im März 2011 wurde sein Vertrag beim FCH vorzeitig bis Sommer 2015 verlängert. Am 19. April 2014 stieg der Klub drei Spieltage vor Saisonende vorzeitig in die 2. Liga auf. Daraufhin verlängerte der Verein den Vertrag mit Schmidt bis Juni 2020. Dieser Vertrag wurde im Oktober 2018 erneut um drei Jahre bis 2023 verlängert. Am Ende der Saison 2019/20 scheiterte er mit Heidenheim in der Aufstiegsrelegation in die Bundesliga knapp gegen den SV Werder Bremen. Nach neun Spieltagen der Saison 2021/22 verlängerte Schmidt im Oktober 2021 seinen Vertrag vorzeitig bis Sommer 2027. Bereits zu diesem Zeitpunkt war er mit 14 Jahren der dienstälteste Trainer im deutschen Profifußball. In der Saison 2022/23 gelang am letzten Spieltag durch den Gewinn der Zweitligameisterschaft der Aufstieg in die erste Liga. Seit dem 17. September 2023, dem 4. Spieltag 2023/24 ist Schmidt der dienstälteste Bundesligatrainer. Mit 5844 Tagen (genau 16 Jahre) übertraf er beim 4:2 über Werder Bremen Volker Finke, der den SC Freiburg von Juli 1991 bis Juni 2007 genau 5843 Tage betreute. In diesem Spiel gegen Bremen gelang Heidenheim am 4. Spieltag der erste Bundesliga-Sieg.

## Sonstiges
2022 wurde er als „Vertreter 2. Bundesliga“ Mitglied im Bundesvorstand des Bund Deutscher Fußball-Lehrer (BDFL).
Aufgrund einer Verknöcherung der Halswirbelsäule hat Schmidt seinen Kopf immer etwas nach rechts geneigt.

## Titel
- Meister der Regionalliga Süd und Aufstieg in die 3. Liga: 2008/09
- Meister der 3. Liga und Aufstieg in die 2. Bundesliga: 2013/14
- Meister der 2. Bundesliga und Aufstieg in die Bundesliga: 2022/23

## Auszeichnungen
- Ehrenring der Stadt Heidenheim: 2023
- Persönlichkeit des Jahres: 2023
- Verdienstorden des Landes Baden-Württemberg: 2025[17]

## Film
- Trainer! (2013) mit Jürgen Klopp, Hans Meyer, Michael Oenning, Armin Veh, Stephan Schmidt, André Schubert und Frank Schmidt, Dokumentarfilm von Regisseur Aljoscha Pause

## Publikation
- Unkaputtbar. Mein Leben. Mein Fußball. Mein Verein. Murmann Verlag, Hamburg 2023, ISBN 978-3-86774-767-7.